# アクアウォーク大垣
アクアウォーク大垣（アクアウォークおおがき）は、岐阜県大垣市林町にある、ユニーが運営するショッピングセンター（ウォーク）である。核店舗はアピタ大垣店。ユニーのモール型ショッピングセンターとしては3番目のものであると同時に、本拠地の中京地区では初めての出店となった。

## 概要・歴史

### 施設概要
大垣駅の北側にあり、通路で北口の駅舎と連結する形となっている。
建物は屋上駐車場付きの鉄骨3階建てで、3階と屋上は駐車場となっており、平面駐車場と合わせて開業時点では約1,800台が駐車可能となっていた。
名称の由来は、大垣市が「水の都」であることから、「アクアウォーク」と命名された。
「水と緑と情報〜魅力溢力あふれる生活文化都市をめざして〜」という大垣市の将来の都市構想を基にした「ふれあい、アクアから」のコンセプトに設計され、大垣駅に隣接することから「中心市街地活性化を担う“タウンセンター”として、地域とともに発展していきたい」との考えで営業を開始している。
先述のコンセプトに基づき、全長は約200mで高さ14mの吹き抜けを持つ幅7mの通路を配したショッピングモールは水の流れをイメージした空間とされている。2009年（平成21年）9月19日、大垣駅北口とアクアウォークを連絡する高架通路「アクアブリッジ」が開通している。（ただし、JR大垣駅は水都ブリッジと命名している。）上記施設写真はブリッジ開通前であり、現在はブリッジに遮られるために景観は写真と異なっている。
地元住民の発表などの文化活動の拠点となる多目的ホールの「アクアホール」や、大垣市の子育て支援政策に対応した「こども図書館」といった地元向けの公共施設を開業時から設置していたほか、スペースを無償で貸し出す形で支援し、2010年（平成22年）12月20日から西濃地区の福祉施設11箇所などが運営する西濃福祉の店「ふ〇り（ふわり）」を1階の一角に出店させるなど地域社会へ協力する施設も併設している。
2022年4月21日には大垣市の公共施設の大垣市役所大垣駅北市民サービスセンターが開設されている

### 開業までの当地の歴史
同店の立地する場所は「オーミケンシ大垣工場」の跡地の一部であり、1997年（平成9年）8月7日にマイカルが工場敷地の土地の一部を活用して「大垣サティ」として出店する計画を発表していた。
しかし、反対運動が起こるなど計画は進展せず、マイカルの業績悪化が重なって2001年（平成13年）に出店を断念している。
この大垣サティ計画の断念を受けて、2002年（平成14年）4月にユニーとオーミケンシが同社大垣工場の大部分の跡地において、大型ショッピングセンターの建設で合意しており、一部の工場跡地は引き続きオーミケンシが既存の施設を使い、イビデン電子工業のOEMでプリント基板の製造を行っていたが、2009年（平成21年）9月に閉鎖された。
ユニーの出店について地元からの反対運動が起きなかったとされるが、「アクアウォーク大垣」として新設の届け出を行ったのは2007年（平成19年）1月になってからであった。

### 競合状況
大垣駅東方約1km、2004年（平成16年）4月まで23年間営業を続けた「ジャスコシティ大垣ショッピングセンター」の跡地に「マックスバリュ大垣東店」を核店舗に80店が出店しているモール型ショッピングセンター「ロックシティ大垣ショッピングセンター（現・イオンタウン大垣）」が、2005年（平成17年）7月29日に開業している。その後、大垣駅東方約2.5km、2006年（平成18年）11月25日に平和堂東海（平和堂グループ）が同年1月末に閉店した「グランドタマコシ鶴見店」の跡地に直営店を核店舗に74店が出店しているショッピングセンター「アル・プラザ鶴見」を開業しており、「ロックシティ大垣ショッピングセンター」が約130億円、「アル・プラザ鶴見」が約110億円と年間売上100億円以上を目指した大型ショッピングセンターが相次いで出店していた。
さらに、当店の開業のちょうど半年前の2007年（平成19年）4月27日にはイオングループが「イオン大垣ショッピングセンター（現・イオンモール大垣）」を開業しており、同店は当店の年間売上高目標220億円とほぼ同じ年間売上高約200億から250億円を目指していた。
人口約14.8万人の大垣市に競合施設がひしめいて十分な商圏を確保出来ない状況で無理に開業させた形となっていたことから、開業前から競合関係が厳しく予算達成が困難な事は十分予見されたにもかかわらず開発を強行したとの厳しい指摘もされている。
そのため、開業直後から撤退する店舗も多めで目立つ結果となった。
この様に、過剰出店の厳しい商環境の地区に出店したため、当施設はファッション関連のショッピングセンターへの出店常連企業で構成される研究会SPACを主宰する小島健輔から、2006年（平成18年）秋から2008年（平成20年）春に開業した大型ショッピングセンターの中でも低い評価を受けている。
しかし、大垣市では地域一番店となっており、SPACの2006年（平成18年）秋から2008年（平成20年）春に開業した大型ショッピングセンターに対する評価でもワースト5には入っておらず、ワーストワンだった「イオン大垣ショッピングセンター（現・イオンモール大垣）」よりは少し上となっていた。

## 主な専門店
大垣市内に競合施設がひしめいており、開業直後から撤退する店舗も多めである。
現状、およびその他詳細はショップガイドを参照。
2020年（令和2年）4月現在の主な店舗：アピタ

## 交通アクセス

### 鉄道
- JR東海・東海道本線
- 樽見鉄道・樽見線
- 養老鉄道・養老線
  - 大垣駅 徒歩圏内 - 同駅北口から「水都ブリッジ」および「アクアブリッジ」通路で連絡

### 路線バス
- 名阪近鉄バス 大垣駅北口バス停
  - 詳しくは大垣駅前バスのりばを参照

### 自動車
- 1,800台[3]の無料駐車場を完備。

## 他のウォーク
- ウォークモール : 他のウォークモールについては当該項目を参照。

## 周辺
- 大垣徳洲会病院 - アクアウォークの北側にあり、2008年（平成20年）4月1日に開院[23]。同じくオーミケンシ大垣工場の跡地利用である。
- 大垣日本大学高等学校
- イオンタウン大垣 - 東方約1kmにあるショッピングセンター[5]。